# Maximiliano Vallejo
Maximiliano Vallejo (Buenos Aires, Argentina; 24 de abril de 1982) es un futbolista argentino. Se desempeña como centrocampista y su equipo actual es  Juventud Unida de Gualeguaychú del Torneo Argentino A de la tercera división del fútbol profesional de Argentina.

## Clubes
| Club                           | País       | Año           |
| ------------------------------ | ---------- | ------------- |
| CA Independiente de Avellaneda | Argentina  | 2002 - 2003   |
| Cerro                          | Uruguay    | 2004 - 2005   |
| Persela Lamongan               | Indonesia  | 2005 - 2008   |
| FK Buducnost                   | Montenegro | 2008 - 2009   |
| Bella Vista                    | Argentina  | 2009 - 2010   |
| Shahrdari Bandar Abbas FC      | Irán       | 2010-2011     |
| Nacional Potosí                | Bolivia    | 2012-2013     |
| Juventud Unida de Gualeguaychú | Argentina  | 2013-presente |